# وایت‌کن (آریزونا)
وایت‌کن (به انگلیسی: Whitecone) یک منطقهٔ مسکونی در ایالات متحده آمریکا است که در شهرستان ناواهو، آریزونا واقع شده‌است. وایت‌کن ۱۱۶٫۸۴ کیلومتر مربع مساحت و ۲٬۸۸۲ نفر جمعیت دارد.